# Oostenrijk op het Eurovisiesongfestival 2024

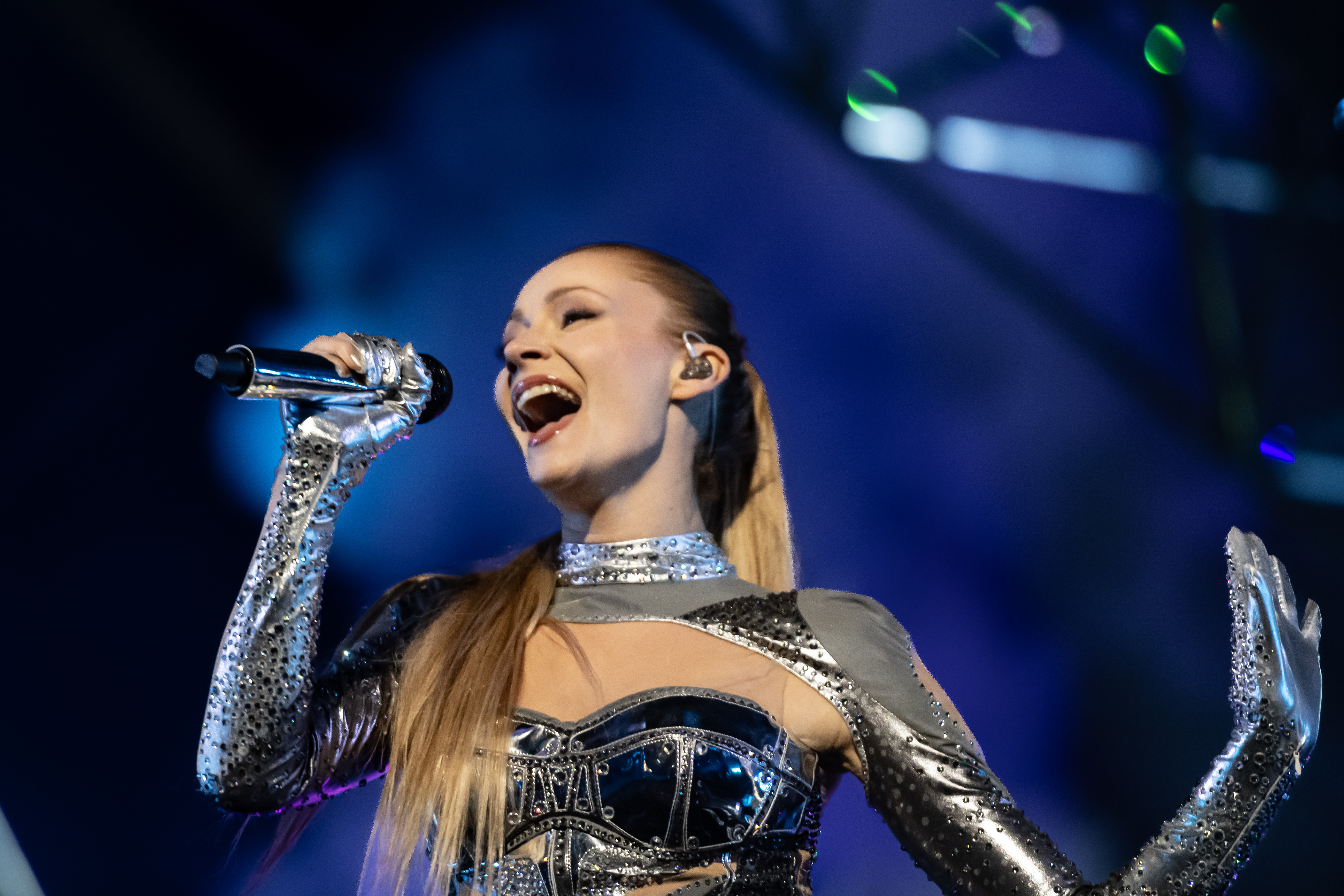
Kaleen tijdens de repetities in Malmö

Oostenrijk nam deel aan het Eurovisiesongfestival 2024 in Malmö, Zweden. Het was de 56ste deelname van het land aan het Eurovisiesongfestival. ORF was verantwoordelijk voor de Oostenrijkse bijdrage voor de editie van 2024.

## Selectieprocedure
Op 11 januari 2024 maakte de ORF bekend dat zangeres Kaleen Oostenrijk ging vertegenwoordigen op het komende Eurovisiesongfestival in Malmö. Daarbij werd bekendgemaakt dat de zangeres  haar land zal gaan vertegenwoordigen met een techno geïnspireerde pop track. Op 1 maart werd het nummer We will rave voorgesteld aan het publiek. Het nummer is geschreven door Anderz Wrethov, Jimmy Thörenfeld, Julie Aagaard en Thomas Stengaard.
Kaleen was afgelopen jaren al betrokken als choreografe bij diverse inzendingen op het Eurovisie en Junior Songfestival en ze treedt nu zelf op de voorgrond

## In Malmö
Oostenrijk trad op in de tweede halve finale op donderdag 9 mei. Ze stootte door naar de grote finale, waar ze de show afsloot als 26ste deelnemer. Kaleen behaalde de 24ste plaats met 24 punten. 
1957 · 1958 · 1959 · 1960 · 1961 · 1962 · 1963 · 1964 · 1965 · 1966 · 1967 · 1968 · 1969-1970 · 1971 · 1972 · 1973-1975 · 1976 · 1977 · 1978 · 1979 · 1980 · 1981 · 1982 · 1983 · 1984 · 1985 · 1986 · 1987 · 1988 · 1989 · 1990 · 1991 · 1992 · 1993 · 1994 · 1995 · 1996 · 1997 · 1998 · 1999 · 2000 · 2001 · 2002 · 2003 · 2004 · 2005 · 2006 · 2007 · 2008-2010 · 2011 · 2012 · 2013 · 2014 · 2015 · 2016 · 2017 · 2018 · 2019 · 2020 · 2021 · 2022 · 2023 · 2024 · 2025
Albanië · Armenië · Australië · Azerbeidzjan · België · Cyprus · Denemarken · Duitsland · Estland · Finland · Frankrijk · Georgië · Griekenland · Ierland · IJsland · Israël · Italië · Kroatië · Letland · Litouwen · Luxemburg · Malta · Moldavië · Nederland · Noorwegen · Oekraïne · Oostenrijk · Polen · Portugal · San Marino · Servië · Slovenië · Spanje · Tsjechië · Verenigd Koninkrijk · Zweden · Zwitserland